# Karl Vilhelm Bahrman
Karl Vilhelm Bahrman, född 24 februari 1806 i Kristine församling i Göteborg, död 11 oktober 1887 i Sigtuna, var en svensk borgmästare och riksdagsman.
Karl Vilhelm Bahrman var borgmästare i Sigtuna stad. Vid riksdagen 1850/51 var riksdagsman i borgarståndet för Sigtuna (från den 5/3 1851), Kungsbacka stad och Falkenbergs stad. Han var tillfällig ledamot i allmänna besvärs- och ekonomiutskottet.